# Secret Service (videogioco 2008)
Secret Service è un videogioco d'azione del 2008 pubblicato da Activision per PlayStation 2, Xbox 360 e Microsoft Windows.

## Trama
Il protagonista di Secret Service è un agente dello United States Secret Service che deve difendere il presidente degli Stati Uniti d'America in seguito a un attentato terroristico durante l'insediamento.

## Modalità di gioco
Secret Service è uno sparatutto in prima persona.